# 中国—埃及关系
中国—埃及关系，简称中埃关系（阿拉伯语：العلاقات الصينية المصرية），是指历史上的中国和埃及至现代中华人民共和国和阿拉伯埃及共和国的外交关系，双方正式外交关系建立于1956年5月30日，埃及亦是第一个与中华人民共和国建交的阿拉伯国家和非洲国家。建交以来两国交往密切，在政治，经济，文化等方面都有深度合作。前中国国家主席李先念、杨尚昆和前中国国务院总理周恩来、赵紫阳、李鹏、朱镕基、温家宝等任内曾经访问埃及。前任中共中央总书记江泽民、胡锦涛和现任中共中央总书记习近平都曾对埃及进行访问。而埃及前总统穆巴拉克和穆尔西及现任总统塞西亦曾数次访问中国。目前中国和埃及外交级别为全面战略伙伴关系。

## 历史

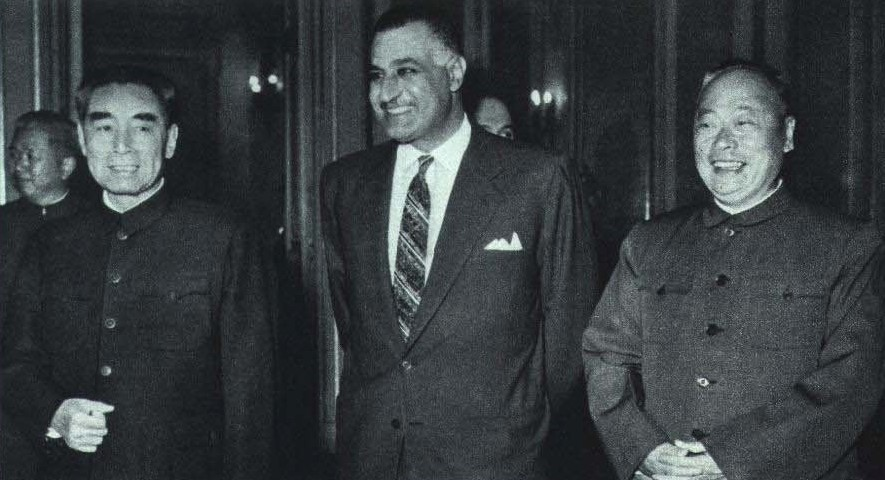
1964年，中国代表团访问阿联，周恩来、纳赛尔、陈毅

在中华人民共和国成立以前，中華民國在1934年於被英國控制下的埃及設立領事館。到了1942年6月，中華民國正式向埃及王国派駐公使。1943年11月，时任中华民国国民政府委员会主席蒋中正赴开罗参加开罗会议，并与英美等国共同发表开罗宣言。
1950年11月30日，埃及王国在聯合國安全理事會上谴责了由中华人民共和国代表伍修權等提出的「美國侵略台灣案」。1956年5月16日，埃及與中華民國斷交并于同年5月30日中华人民共和国建交。
中华人民共和国和埃及建立正式外交关系的前奏是1955年4月召开的万隆会议，在会议期间，周恩来和纳赛尔多次交换意见，并相互设宴招待对方代表团，双方商定，两国将从贸易开始，逐步实现关系正常化。
当时由于西方大国不满埃及的纳赛尔政权通过捷克向苏联购买武器，英国向赫鲁晓夫施压，而当时赫鲁晓夫奉行主张与西方国家和平共处的“三和政策”，苏联及西方经过协商，联合国可能对中东实行全面武器禁运。这使得埃及与1956年5月16日承认中华人民共和国，而5月30日双方正式发表联合公报建立外交关系。首任驻埃及大使为时任外交部部长助理的陈家康。
1956年10月爆发的苏伊士运河战争中，中华人民共和国坚决支持埃及收回苏伊士运河。在危机爆发后，中華人民共和國政府以2000万瑞士法郎的现汇援助埃及政府，中国红十字会捐赠了10万元人民币的医药物资。
但中苏交恶后，由于需要依靠苏联以对抗以色列，埃及附和苏联一同批判中國，使得双方关系陷入僵局，但纳赛尔还是向中方表示希望能谅解其处境。文化大革命时期，在“造反外交”的影响下，中华人民共和国在中东地区的外交处境及声望急剧下降，直至1967年第三次中东战争中國才渐渐争取到阿拉伯国家的好感。但埃及需要苏联的军事装备，中华人民共和国与埃及的关系发展始终有限。
1973年第四次中东战争期间，中华人民共和国实质上向埃及提供了包括1000万美元现汇、10万吨小麦及3万人份的军事装备的无偿援助，使得两国关系大幅提升。

### 改革开放至今
改革开放后，双方关系更是大幅提升，经贸合作、文化交流、战略合作全面发展。1999年，双方建立战略合作关系。而自2007年1月27日起，两国互相免持签证。
1989年12月，中国国家主席杨尚昆访问埃及，是六四事件后第一位外访的中国国家元首。
2013年7月，埃及发生军事政变，中华人民共和国外交部发言人华春莹回应称“无论埃及局势如何发展，中国埃及友好合作关系都不会改变。”
2022年2月，埃及总统塞西应邀出席2022年北京冬奥会开幕式，并与中共中央总书记、中国国家主席习近平进行会谈，双方讨论了关系“一带一路“合作，新冠疫苗援助等议题。
2022年8月16日，中共中央总书记、中国国家主席习近平就吉萨教堂火灾事件向埃及总统塞西致慰问电。

## 經貿關係
2008年开始中国与埃及合作建设“泰达苏伊士经贸合作区”，泰达苏伊士经贸合作区是中国政府批准的第二批国家级境外经贸合作区，初期面积1.34平方公里，于2014年开始进行扩建。截至2019年合作区投资额已超过10亿美元。泰达经济合作区是中国“一带一路”在埃及的关键项目之一。
2011年，埃及是中国在非洲的第五大贸易伙伴，2012年为第四大。
2013年，双方贸易额达102.13亿美元。中国從埃及进口原油、液化石油气及大理石等，而埃及则從中国进口纺织品和机电产品等。
中国从2013年开始就连续8年保持与埃及第一大贸易伙伴的地位。2020年，中埃双边货物进出口额为145.7亿美元，2021年第一季度，中埃双边贸易总额是41.8亿美元，同比增长32.1%。中国已成为近年来对埃投资最活跃、增长速度最快的国家。

## 文化交流
1931年，中国著名阿拉伯语言学家马坚就曾派赴埃及留学。1958年，埃及艾因夏姆斯大学开设中文系，为埃及第一个中文系。2020年，中文被埃及列为中小学教育体系选修的第二外语。现有16所大学开设中文系或者中文课程。埃及还建有2所孔子学院、3所孔子课堂。

## 軍事交流
2025年4月至5月初，中國空軍和埃及空軍在埃及進行名為“文明之鹰-2025”的空军联合训练。

## 侨民
根据中华人民共和国国务院侨务办公室2006年统计，在埃及华侨华人总人数约5000人。主要集中在开罗、亞歷山卓和塞德港等城市。在埃及华侨华人主要从事餐饮，旅游，石料加工等行业。在埃及的华侨华人成立有埃及华人华侨协会，埃及中国和平统一促进会、埃及中华总会、埃及华人石材协会、亚历山大华商总会、埃及东北华商总会等组织团体。在中国大陆遭遇自然灾害时，埃及华侨华人多有进行义卖，捐款等活动以援助灾区。

## 轶事
2018年11月3日，中国电子竞技战队IG夺得英雄联盟2018赛季全球总决赛总冠军，引发许多市民喊楼。因为iG中文名“艾极”谐音“埃及”，导致后来埃及驻华大使馆发文“谢谢大家支持埃及！埃及牛逼！！！”